# Fugloyar kommuna
Fugloyar kommuna is een gemeente op de Faeröer waarvan het grondgebied samenvalt met het  eiland Fugloy. Het is de meest oostelijk gelegen gemeente van de Faeröer en omvat de plaatsen Kirkja en Hattarvík.
Eiði · Eystur · Fámjin · Fuglafjarður · Fugloy · Hov · Húsar · Húsavíkar · Hvalba · Hvannasund · Klaksvík · Kunoy · Kvívík · Nes · Porkeri · Runavík · Sandur · Sjógv · Skálavík · Skopun · Skúvoy · Sørvág · Sumba · Sunda · Tórshavn · Tvøroyri · Vága · Vágur · Vestmanna · Viðareiði